# Метагидроксид никеля
Метагидрокси́д ни́келя, гидрат окиси никеля(III) — неорганическое соединение, гидроксооксид металла никеля с формулой NiO(OH)(иногда записывают как Ni2O3•H2O), серо-чёрный аморфный осадок или чёрные кристаллы, нерастворимые в воде.

## Получение
- Окисление гидроксида никеля(II) хлором в щелочной среде:

{\displaystyle {\mathsf {2Ni(OH)_{2}+Cl_{2}+2KOH\ {\xrightarrow {}}\ 2NiO(OH)\downarrow +2KCl+2H_{2}O}}}
- Электролиз суспензии гидроксида никеля(II):

{\displaystyle {\mathsf {2Ni(OH)_{2}\ {\xrightarrow {}}\ 2NiO(OH)\downarrow +H_{2}\uparrow }}}
- Разложение при нагревании кристаллогидрата нитрата никеля(II):

{\displaystyle {\mathsf {4(Ni(NO_{3})_{2}\cdot 6H_{2}O)\ {\xrightarrow {100-140^{o}C}}\ 4NiO(OH)+8NO_{2}+O_{2}+22H_{2}O}}}

## Физические свойства
Метагидроксид никеля образует кристаллы нескольких модификаций:
- α-NiO(OH) — чёрные кристаллы плотностью 3,20 г/см³;
- β-NiO(OH) — чёрные кристаллы тригональной сингонии, параметры ячейки a = 0,304 нм, c = 0,482 нм, плотность 4,15-4,35 г/см³;
- γ-NiO(OH) — чёрные кристаллы плотностью 3,85 г/см³.

Не растворяется в воде, р ПР = 37,0.

## Химические свойства
- Разлагается при нагревании:

{\displaystyle {\mathsf {4NiO(OH)\ {\xrightarrow {600^{o}C}}\ 4NiO+O_{2}+2H_{2}O}}.}
- При стоянии над раствором «стареет»:

{\displaystyle {\mathsf {4NiO(OH)+H_{2}O\ {\xrightarrow {\tau }}\ 4Ni_{2}O(OH)_{4}\downarrow }}.}
- Является сильным окислителем:

{\displaystyle {\mathsf {2NiO(OH)+6HCl\ {\xrightarrow {}}\ 2NiCl_{2}+Cl_{2}+4H_{2}O}}.}
{\displaystyle {\mathsf {4NiO(OH)+4H_{2}SO_{4}\ {\xrightarrow {}}\ 4NiSO_{4}+O_{2}+6H_{2}O}}.}
{\displaystyle {\mathsf {2NiO(OH)+2KI+3H_{2}SO_{4}\ {\xrightarrow {}}\ 2NiSO_{4}+I_{2}+K_{2}SO_{4}+4H_{2}O}}.}

## Применение
Используется в железо-никелевых аккумуляторах в качестве материала катода.